# Ary Romijn

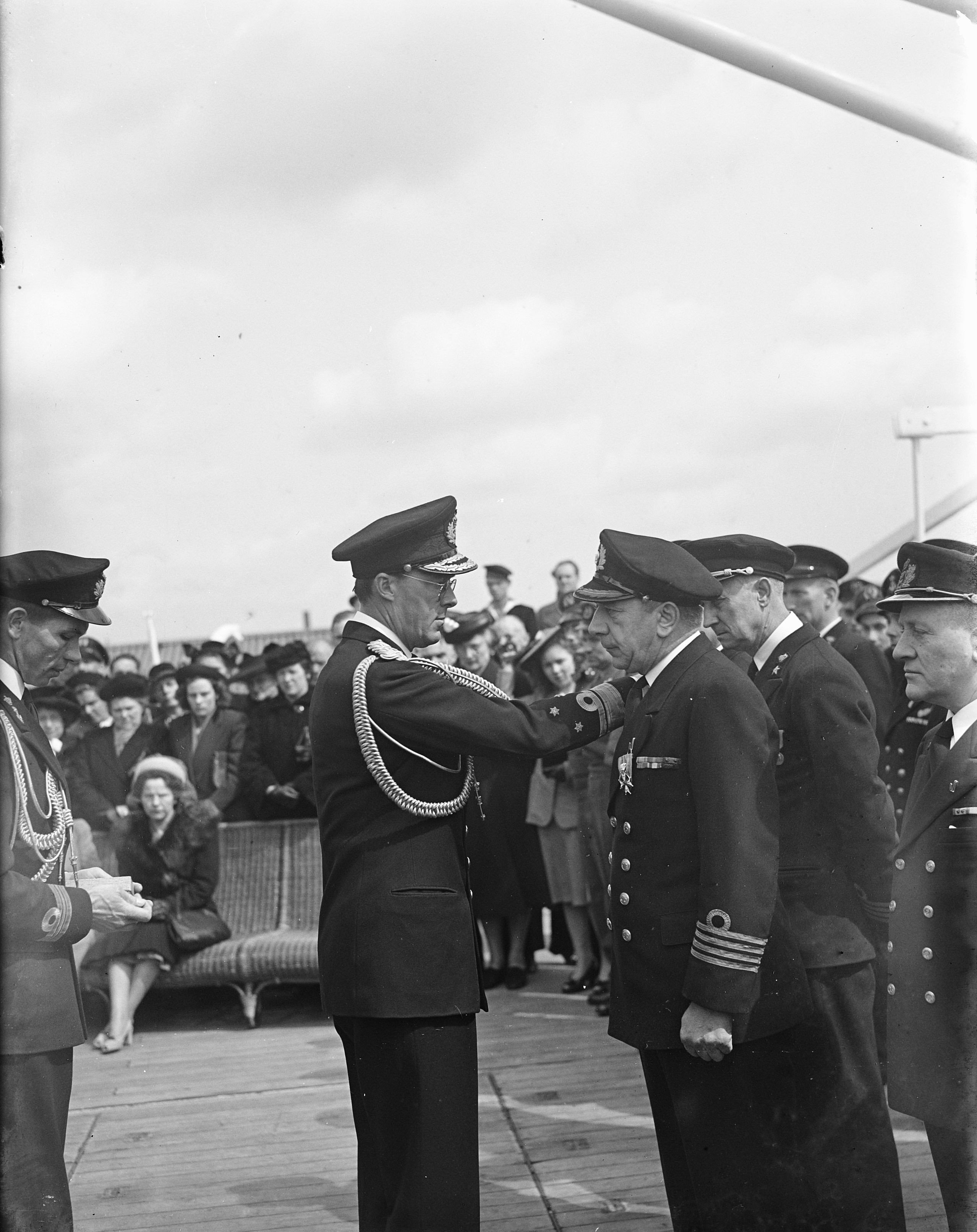
Ary Romijn wordt in 1948 geridderd door Prins Bernhard

Ary Romijn (Vlissingen, 11 maart 1895 - Paarl, Zuid-Afrika, 16 februari 1968) was een gezagvoerder bij de Nederlandse koopvaardij. Voor zijn optreden tijdens de Tweede Wereldoorlog werd hij benoemd tot Ridder in de Militaire Willems-Orde.

## Biografie
Toen hij 14 jaar was, ging hij op de Noorse Bark "Dea" voor het eerst naar zee. Hij bleef bij dezelfde Noorse rederij tot de Eerste Wereldoorlog. Toen werd hij gemobiliseerd bij het 14de Regiment Infanterie en gestationeerd in Westkapelle, niet ver van zijn ouderlijk huis. Hij vervolgde zijn studie voor de zeevaart en in 1916 behaalde hij zijn diploma. Nadat hij zijn diploma voor 2e Officier in Stoomvaart behaalde, werd hij op 27 november 1917 aangesteld als 3de Officier op de Abbekerk. Met dit schip samen ging hij over naar de Vereenigde Nederlandsche Scheepvaartmaatschappij. Op 20 september 1936 werd hij benoemd tot Kapitein van de Hoogkerk.
Toen de Tweede Wereldoorlog uitbrak, ging hij naar de Holland-Australië Lijn en voer hij op de Almkerk. Deze werd op 16 maart 1941 in de buurt van Freetown getorpedeerd. De bemanning wist in de reddingsboten te ontkomen. Romijn werd na twee dagen opgepikt door een Brits schip.
Hij werd vervolgens benoemd als gezagvoerder op de Aagtekerk. In januari 1942 voer Romijn met de Aagtekerk, beladen met oorlogsmateriaal, in een konvooi. Daar de Aagtekerk aangewezen was als reddingsvaartuig voer deze op een van de achterste plaatsen. Om een aanvaring met een getorpedeerde schip te vermijden, week Romijn met zijn schip uit. Daarbij werd de periscoop van een U-boot ontdekt. Romijn ramde daarop de U-boot en met kanonschoten zou deze uiteindelijk tot zinken zijn gebracht. Het is niet te achterhalen welk U-boot dit is geweest. Hiervoor ontving Romijn het Bronzen Kruis met Eervolle Vermelding, de benoeming tot Officier in de Orde van het Britse Rijk en de Gouden Medaille van Lloyds.
In juni 1942 voer Romijn in konvooi WM11 van Alexandrië naar Malta. Omdat de Aagtekerk het konvooi niet kon bijhouden kreeg Romijn de opdracht het konvooi te verlaten en onder begeleiding van een oorlogsschip naar Tobroek te koersen. Op 12 mijl afstand van Tobroek werd de Aagtekerk door Duitse bommenwerpers aangevallen en vloog in brand. Bij de aanval vielen doden en gewonden en ook Romijn zelf raakte zwaar gewond. Hij bleef echter leiding geven aan de evacuatie van het schip en sprong zelf als laatste in zee. Na maandenlange revalidatie in ziekenhuizen in Egypte en Engeland kreeg hij het bevel over de Randfontijn.
Na de oorlog ging hij voor de Rotterdamsche Lloyd werken en kreeg hij het bevel over de Oranjefontijn.

## Onderscheidingen
Romijn kreeg een aantal buitenlandse onderscheidingen waarvan geen afbeelding voorradig is.
- Lloyd's War Medal for Bravery at Sea
- King's Commendation for Brave Conduct

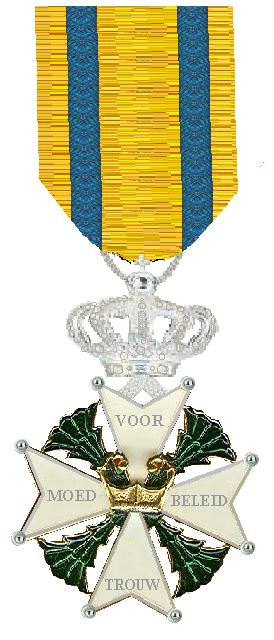
Militaire Willems-Orde, 1948
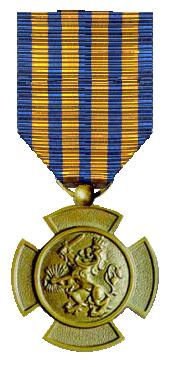
Bronzen Leeuw
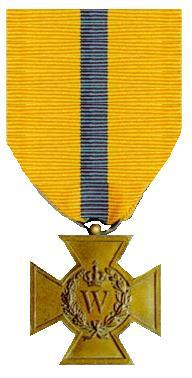
Bronzen Kruis, 1942
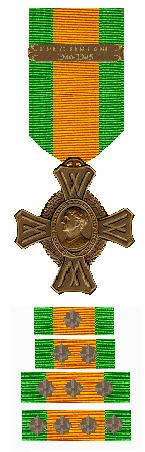
Oorlogsherinneringskruis
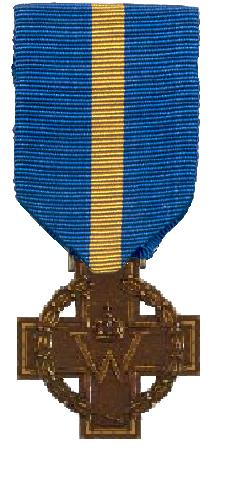
Kruis van Verdienste, 1942
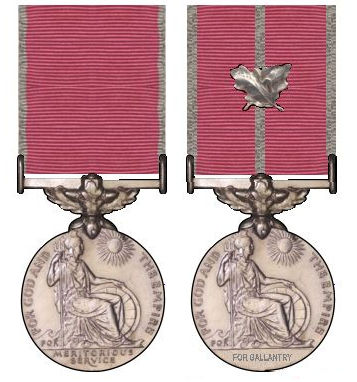
Orde van het Britse Rijk